# 果布嘎彝族苗族布依族乡
果布嘎彝族苗族布依族乡是中华人民共和国贵州省六盤水市水城区下辖的一个民族乡。

## 行政区划
果布嘎彝族苗族布依族乡下辖以下村级行政区划单位：
高石坎村、枫香村、兴龙村、大寨村和罗盘村。